# 한국음악산업협회
한국 음악 산업 협회(韓國音盤産業協會, 영어: Music Industry Association of Korea, MIAK)는 음반제작자와 배급업자의 자율적인 질서유지 및 권익보호
음반산업발전에 기여할 목적으로 1972년 3월 22일 설립된 대한민국 문화체육관광부 소관의 사단법인 단체이다.

## 회원
대한민국 문화체육관광부에 등록된 음반 제작자들이 가입할 수 있다. 2008년 기준으로 정회원은 43명이고, 회장은 아세아 레코드의 박경춘이다.  사무실은 서울시 광진구 자양3동 794-9 3층 (우: 143-882)에 있다.

## 사업
- 골든디스크상 주최.
- 판매량 집계
1999년 1월부터 판매량을 '가요'부문과 'POP'부문으로 나눠 홈페이지에서 공개하고 있다. (2008년 9월 이후로는 갱신이 안 되고 있다.)

주요 추진사업
- 음반제작자와 음반배급자의 권익 보호 및 상호 발전책 연구
- 음반산업 발전을 위한 조사•연구
- 국내 음반산업 경쟁력 강화를 위한 사업
- 저작인접권 신장 및 저작인접권 집중관리 업무
- 음반산업 시설•장비의 현대화 및 제작기술 향상 업무
- 음반 유통구조 개선사업 및 정보화 사업
- 음반산업 보호를 위한 불법음반 퇴치 사업
- 음반 지적소유권 데이터베이스 구축
- 국제교류 및 국내 음반 해외진출 지원 사업
- 문화관광부로부터 위탁 받은 업무
- 기타 이 협회의 목적 달성에 필요한 사업

## 같이 보기
- 음악 산업